# Kama (cidade)
Kama (嘉麻市, Kama-shi) é uma cidade japonesa localizada na prefeitura de Fukuoka.
Em 1 de Novembro de 2007 a cidade tinha uma população estimada em 44 559 habitantes e uma densidade populacional de 329,6 h/km². Tem uma área total de 135,18 km².
A cidade foi fundada em 27 de Março de 2006 em virtude da fusão da antiga cidade de Yamada e do distrito de Kaho (excepto um dos municípios).